# Pins-Justaret

Pins-Justaret este o comună în departamentul Haute-Garonne din sudul Franței. În 2009 avea o populație de 4.479 de locuitori.

## Evoluția populației
| An        | 1975 | 1982  | 1990  | 1999  | 2006  | 2009  |
| --------- | ---- | ----- | ----- | ----- | ----- | ----- |
| Populație | 998  | 2.021 | 3.303 | 3.915 | 4.297 | 4.479 |